# Tribunal Constitucional d'Eslovènia
El Tribunal Constitucional d'Eslovènia (en eslovè: Ustavno sodišče Republike Slovenije, US RS) és un tribunal especial establert per la Constitució eslovena. Des de la seva creació, el Tribunal té la seva seu a la capital d'Eslovènia, Ljubljana.
La majoria de les competències del Tribunal Constitucional estan determinades explícitament per la Constitució. Els nou jutges del Tribunal Constitucional són triats pel Parlament d'Eslovènia a proposta del President d'Eslovènia.